# Lluís-Anton Baulenas
Lluís-Anton Baulenas Setó (Barcelona, 1958) es un escritor, traductor y crítico literario español.

## Biografía
Antes de empezar como escritor, había trabajado de maestro en la escuela privada y en institutos de secundaria. Después abandonó estos trabajos secundarias y consagró todo su tiempo a la escritura. Sus inicios literarios se deben al teatro, campo en el que hizo de actor, director y autor. Sin embargo, el reconocimiento público le llegó, sobre todo, de la tarea como novelista. Ha ganado los premios más importantes de la literatura catalana y ha sido traducido a diversas lenguas. Como traductor él mismo, ha adaptado al catalán textos de Marguerite Yourcenar, Eugène Labiche, William Gibson, Eugene O'Neill, Jean Cocteau, Albert Camus y Boris Vian. El director Ventura Pons transformó Amor idiota en una película de éxito.

## Obras

### Novela
- Qui al cel escup
- Neguit
- Sus Scrofa (porcs)
- Càlida nit
- Rampoines-451
- Noms a la sorra
- Alfons XIV, un crim d'estat
- Els caníbals
- El fil de plata
- La felicitat
- Amor d'idiota
- Per un sac d'ossos
- Àrea de servei (2007)
- El nas de Mussolini (2008)
- L'últim neandertal(2014)
- La vostra Anita (2015)

### Teatro
- La ben calçada (amb Damià Barbany)
- No hi ha illes meravelloses
- Melosa fel
- El pont de Brooklyn
- Trist, com quan la lluna no hi és

### Literatura infantil y juvenil
- El gran màgic d'Oz: a la recerca d'un mateix (amb Francesc Alborch)

### No ficción
- Manual de llengua catalana per a ús i bon aprofitament dels estudiants de COU
- El català no morirà

### Filmografía
- 2001 -Anita no pierde el tren, basada en su novela Bones obres (director: Ventura Pons)[3]
- 2004 - Amor idiota, bassada en la seva novel·la del mateix nom, (director: Ventura Pons)[4]

## Premios
- 1989 Premio Documenta de narrativa por Càlida nit.
- 1998 Premio Carlomagno de novela por El fil de plata.
- 1999 Premio Serra d'Or por El fil de plata.
- 2000 Premio Prudenci Bertrana de novela por La felicitat.
- 2005 Premio Ramon Llull de novela por Per un sac d'ossos.
- 2008 Premio San Jorge de Novela por El nas de Mussolini.

| Predecesor: Alfred Bosch | Premio Ramon Llull de novela 2005 | Sucesor: Màrius Serra |